# Liste der Naturdenkmale in Kirchheimbolanden
Die Liste der Naturdenkmale in Kirchheimbolanden nennt die im Gemeindegebiet von Kirchheimbolanden ausgewiesenen Naturdenkmale (Stand 28. März 2024).

## Naturdenkmale
| Nr.         | Bezeichnung                        | Lage                                          | Beschreibung                                                           | Bild            |
| ----------- | ---------------------------------- | --------------------------------------------- | ---------------------------------------------------------------------- | --------------- |
| ND-7333-002 | Vogelschutzgehölz Judental         | nordwestlich der Stadt; Flur Im Judental Lage | flächenhaftes Naturdenkmal, 0,43 ha; umfasst den jüdischen Friedhof    | Fotos hochladen |
| ND-7333-039 | Edelkastanie                       | Schillerstraße, bei Nr. 17 Lage               | Castanea sativa; um 1920 gepflanzt, 14 m hoch bei 3,1 m Umfang         | Fotos hochladen |
| ND-7333-054 | Drei Rosskastanien und drei Linden | Amtsstraße, bei der Paulskirche Lage          | Aesculus hippocastanum und Tilia sp., je drei Bäume; um 1920 gepflanzt | Fotos hochladen |
| ND-7333-115 | Stieleiche an der Holzstraße       | südwestlich der Stadt an der L 398 Lage       | Quercus robur; etwa 30 m hoch                                          | Fotos hochladen |

## Ehemalige Naturdenkmale
| Nr. | Bezeichnung              | Lage                                                                     | Beschreibung                                         | Bild                                    |
| --- | ------------------------ | ------------------------------------------------------------------------ | ---------------------------------------------------- | --------------------------------------- |
|     | Birnbaum am Hopfengarten | südöstlich der Stadt                                                     | Pyrus communis; Rechtsverordnung aufgehoben          | Direkt Bild zu diesem Denkmal hochladen |
|     | Fünf Feldulmen           | südlich der Stadt und nordwestlich des Bolanderhofs; Flur Im Klauer Lage | Ulmus minor, fünf Bäume; Rechtsverordnung aufgehoben | Direkt Bild zu diesem Denkmal hochladen |